# Connor Brown (cyclisme)
Pour les articles homonymes, voir Connor Brown et Brown.
Connor Brown (né le 6 août 1998) est un coureur cycliste néo-zélandais. Il court sur route et sur piste. 

## Biographie
Spécialiste des épreuves d'endurance sur piste dans les catégories de jeune, Connor Brown remporte deux médailles d'or aux championnats d'Océanie sur piste juniors de 2015 en poursuite individuelle et par équipes (Tom Sexton, Hugo Jones et Josh Scott).
En 2016, il devient champion du monde de poursuite par équipes juniors avec Tom Sexton, Campbell Stewart et Jared Gray. Ils battent à cette occasion le record du monde juniors de la spécialité. En 2017, il délaisse la piste pour se consacrer à la route et il rejoint en juillet 2018 l'équipe continentale Mobius-BridgeLane.
De 2019 à 2020, il évolue chez Dimension Data for Qhubeka, l'équipe continentale qui sert de réserve à la formation World Tour Dimension Data. En 2021, il rejoint l'équipe World Tour renommée  Qhubeka Assos.

## Palmarès sur route
- 2017
  - 2e de Le Race
- 2018
  - 4e étape du Tour du Gippsland (contre-la-montre)
  - Prologue du Tour de Southland (contre-la-montre par équipes)
  - 3e du Tour du Gippsland
- 2019
  - 2e étape du Tour de Limpopo
  - 3e du Tour de Limpopo
  - 3e du Trofeo Alcide Degasperi
- 2020
  - 2e du championnat de Nouvelle-Zélande sur route espoirs

### Résultats sur les grands tours

#### Tour d'Espagne
1 participation
- 2021 : 130e

## Palmarès sur piste

### Championnats du monde juniors
- Aigle 2016
  -  Champion du monde de poursuite par équipes juniors (avec Tom Sexton, Campbell Stewart et Jared Gray)

### Championnats d'Océanie
| Édition / Épreuve           | Poursuite individuelle | Poursuite par équipes |
| Invercargill 2015 (juniors) | Or                     | Or                    |

### Championnats nationaux
- 2016
  - 2e du championnat de Nouvelle-Zélande de course aux points juniors
  - 3e du championnat de Nouvelle-Zélande de poursuite juniors
  - 3e du championnat de Nouvelle-Zélande du scratch juniors